# Michel Scob
Michel Scob (26 de abril de 1935 — 7 de setembro de 1995) foi um ciclista francês que participou dos Jogos Olímpicos de Verão de 1960 em Roma, onde terminou em quinto lugar na prova tandem (2 km).